# Foals

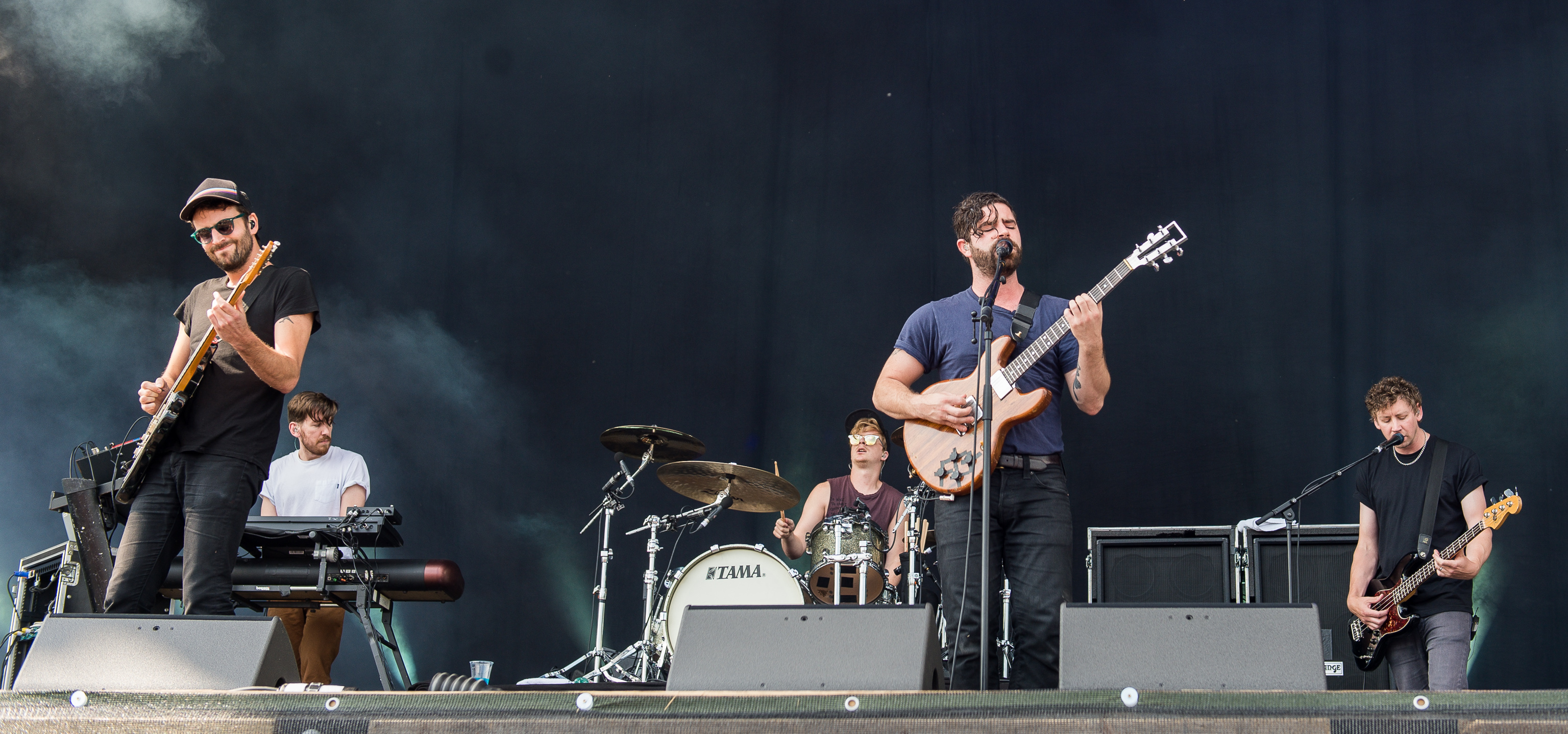
Foals - Rock im Park 2016

Foals és una banda musical originària d'Oxford, Anglaterra. La banda publica amb Transgressive Records a Europa i Sub Pop als EUA. Van publicar un àlbum complet—titulat Antidotes—el 24 de març de 2008 al Regne Unit, i el 8 d'abril als EUA. Anava a ser produït originalment per Dave Sitek de TV on the Radio però la banda va rebutjar la mescla final de Sitek i van remesclar el disc sencer ells mateixos a causa de l'excessiu ús de l'efecte reverb que li donava un so espacial.

## Membres
- Yannis Philippakis: guitarra, veu
- Jack Bevan: bateria
- Jimmy Smith: guitarra, segona veu
- Edwin Congreave: teclat
- Walter Gervers: baix, segona veu

## Discografia

### Àlbums d'estudi
| Títol              | Detalls | Millors posicions en llistes | Millors posicions en llistes | Millors posicions en llistes | Millors posicions en llistes | Millors posicions en llistes | Millors posicions en llistes | Millors posicions en llistes | Millors posicions en llistes | Millors posicions en llistes | Millors posicions en llistes | Millors posicions en llistes | Millors posicions en llistes | Millors posicions en llistes | Millors posicions en llistes |
| Títol              | Detalls | UK                           | ALE                          | AUS                          | AUT                          | BEL (Fla)                    | BEL (Val)                    | Esp                          | Fra                          | HOL                          | IRL                          | NZ                           | SUI                          | EUA                          | EUA Heat .                   |
| ------------------ | --- | ---------------------------- | ---------------------------- | ---------------------------- | ---------------------------- | ---------------------------- | ---------------------------- | ---------------------------- | ---------------------------- | ---------------------------- | ---------------------------- | ---------------------------- | ---------------------------- | ---------------------------- | ---------------------------- |
| Antidotes          | - Data de llançament: 24 de març del 2008 - Segell discogràfic: Transgressive Records, Sub Pop - Formats: CD, descàrrega digital, 12" | 3                            | —                            | —                            | —                            | —                            | —                            | —                            | 84                           | 99                           | 20                           | —                            | —                            | —                            | 28                           |
| Total Life Forever | - Data de llançament: 10 de maig del 2010 - Segell discogràfic: Transgressive, Sub Pop - Formats: CD, descàrrega digital, 12"         | 8                            | 48                           | —                            | —                            | 83                           | 72                           | —                            | 38                           | —                            | 25                           | —                            | 62                           | —                            | 30                           |
| Holy Fire          | - Data de llançament: 11 de febrer del 2013 - Segell discogràfic: Transgressive, Warner Bros. - Formats: CD, descàrrega digital, 12"  | 2                            | 31                           | 1                            | 39                           | 25                           | 38                           | 72                           | 22                           | 41                           | 7                            | 15                           | 15                           | 86                           | —                            |
| What Went Down     | - Data de llançament: 28 d'agost del 2015 - Segell discogràfic: Transgressive, Warner Bros. - Formats: CD, descàrrega digital, LP     | 3                            | 26                           | 3                            | —                            | 17                           | 14                           | —                            | —                            | 4                            | 5                            | 5                            | —                            | —                            | —                            |

### EP
- Live at Liars Club (Transgressive Records, 19 de març de 2007)
- iTunes Live: London Festival '08 (Transgressive, Warner Bros., 11 de juliol de 2008)
- Gold Gold Gold (Sub Pop Records, 9 de setembre de 2008)
- iTunes Festival: London 2010 (Warner Bros. Records, 8 de juliol de 2010)
- Metropolis Session (Transgressive, Warner Bros., 6 de desembre de 2010)

### Senzills
| 2006                                                         | «Try This on Your Piano/Look at My Furrows of Worry» | —   | —   | —  | —   | —  | —  | —  | Senzill sense àlbum |
| 2007                                                         | «Hummer»                                             | 167 | —   | —  | —   | —  | —  | —  | Senzill sense àlbum |
| 2007                                                         | «Mathletics»                                         | 109 | —   | —  | —   | —  | —  | —  | Senzill sense àlbum |
| 2007                                                         | «Balloons»                                           | 39  | —   | —  | —   | —  | —  | —  | Antidotes           |
| 2008                                                         | «Cassius»                                            | 26  | —   | —  | —   | —  | —  | —  | Antidotes           |
| 2008                                                         | «Xarxa Socks Pugie»                                  | 89  | —   | —  | —   | —  | —  | —  | Antidotes           |
| 2008                                                         | «Olympic Airways»                                    | 160 | —   | —  | —   | —  | —  | —  | Antidotes           |
| 2010                                                         | «Spanish Sahara»                                     | 123 | —   | —  | —   | —  | —  | —  | Total Life Forever  |
| 2010                                                         | «This Orient»                                        | 97  | —   | —  | —   | —  | —  | —  | Total Life Forever  |
| 2010                                                         | «Miami»                                              | 127 | —   | —  | —   | —  | —  | —  | Total Life Forever  |
| 2010                                                         | «Blue Blood»                                         | —   | —   | —  | —   | —  | —  | —  | Total Life Forever  |
| 2012                                                         | «Inhaler»                                            | 90  | —   | —  | —   | —  | —  | 20 | Holy Fire           |
| 2012                                                         | «My Number»                                          | 23  | 45  | 85 | 38  | 51 | 83 | 20 | Holy Fire           |
| 2013                                                         | «Late Night»                                         | 146 | —   | —  | —   | —  | —  | —  | Holy Fire           |
| 2013                                                         | «Bad Habit»                                          | —   | 139 | —  | —   | —  | —  | —  | Holy Fire           |
| 2013                                                         | «Out of the Woods»                                   | —   | 73  | —  | —   | —  | —  | —  | Holy Fire           |
| 2015                                                         | «What Went Down»                                     | 41  | —   | —  | —   | —  | —  | —  | What Went Down      |
| 2015                                                         | «Mountain at My Gates»                               | 87  | 85  | —  | 192 | —  | —  | 25 | What Went Down      |
| 2015                                                         | «Give It All»                                        | —   | —   | —  | —   | —  | —  | —  | What Went Down      |
| "—" denota únic que no traçar o no va ser posat en llibertat |                                                      |     |     |    |     |    |    |    |                     |